# Буревісник (жіночий гандбольний клуб, Київ)
Гандбольний клуб «Буревісник» — історичний український жіночий гандбольний клуб з міста Київ. Один з найстаріших гандбольних клубів України. Багаторазовий чемпіон і призер чемпіонатів УРСР. Чемпіон СРСР. Неодноразовий призер чемпіонатів СРСР.

## Досягнення
- Чемпіонат СРСР
  -  Чемпіон (3): 1956
  -  Срібний призер (1): 1959
  -  Бронзовий призер (1): 1957

- Чемпіонат УРСР
  -  Чемпіон (10): 1946, 1947, 1948, 1949, 1951, 1952, 1953, 1954, 1955, 1956
  -  Срібний призер (7): 1950, 1957, 1958, 1959, 1960, 1961, 1965
  -  Бронзовий призер ():